# Връхбосна
Връхбосна е средновековно наименование на микрорайон в днешна Централна Босна и същевременно и име на едноименно селище с жупа, което по-късно прераства в град Сараево. 
Единствената известна средновековна крепост в района е Ходидйед на йекавски изговор. Връхбосна е първата нападната от османците сръбска област през 1416 г. и в крайна сметка е и превзета през 1451 г. В основата на уджа е Скопие. 
Употребата на името продължава малко след османското завладяване на Босна, но скоро след това излиза от употреба.  Името е запазено в името на католическата архиепископия Връхбосна.